# Yves Buelinckx
Yves Buelinckx (Halle, 22 juni 1972) is een Belgisch voormalig voetballer. Zijn positie was aanvaller. Hedendaags loopt hij marathons, en nam hij de zaak over van zijn vader Theo Buelinckx als haarknipper.

## Carrière
Buelinckx heeft gespeeld bij onder meer Club Brugge, KSK Beveren, RWD Molenbeek en La Louvière. Hij belandde in 1993 bij Club Brugge nadat hij in twee seizoenen bij AFC Tubize, in Wallonië, zevenenveertig goals liet optekenen. In 1994-1995 maakte hij op 22 januari 1995 drie doelpunten op KV Oostende in de 1-6 gewonnen wedstrijd. In 1996 werd Buelinckx landskampioen met Club Brugge, maar hij kwam dat seizoen weinig aan spelen toe wegens de concurrentie die hij kreeg van de Kroatische topschutter Mario Stanić. In 2002-2003 speelde hij in augustus nog vier wedstrijden voor RAA Louvièroise voor hij de overstap maakte naar FC Strombeek. In 2003 stapte hij over naar Tubize AFC, waar hij topschutter van de tweede klasse werd met 24 doelpunten in 33 wedstrijden. In 2006 was Buelinckx met Union aan zijn negende club toe. 
Vanaf het seizoen 2008/09 kwam Yves Buelinckx op een lager niveau uit voor vierdeklasser KSKL Ternat. Vanaf het seizoen 2010/2011 kwam hij uit voor vierdeklasser SK Halle. Op 15 april 2012 liet hij zich nogmaals opmerken door zeven doelpunten te maken in één wedstrijd. Dat gebeurde in de wedstrijd tussen SK Halle en Bon Air Sport, die eindigde op 1-15. Sinds het seizoen 2013-2014 komt hij uit voor tweedeprovincialer SK Leeuw. Hiermee dwong Buelinckx na eindronde de promotie af naar de tweede provinciale. In 2014 maakte hij een doelpunt vanop eigen helft. In de topschutterslijst van de tweede klasse staat hij zevende aller tijden sinds 1945 en dertiende sinds 1919.